# Kungliga Humanistiska Vetenskapssamfundet i Lund
Kungliga Humanistiska Vetenskapssamfundet i Lund (KHVSL), är en akademi vid Lunds universitet. Den instiftades i samband med universitetets 250-årsjubileum år 1918. Initiativet till instiftandet togs av professorn i estetik Ewert Wrangel. 
Samfundets syfte är att främja humanistisk vetenskap och att utgöra en medelpunkt för humanistisk forskning i södra Sverige. I samfundet ingår avdelningar för religionsvetenskap, rätts- och samhällsvetenskaper, filosofisk-historiska vetenskaper, språkvetenskaper samt för övriga vetenskaper och för framstående förtjänst om humanistisk vetenskaplig forskning. Ledamotskap förkortas LLHS.